# كيسوكه أوكونو
كيسوكه أوكونو (奥野 景介 Okuno Keisuke، ولد 9 ديسمبر 1965) هو سبّاح ياباني سابق تنافس في الألعاب الأولمبية الصيفية لعام 1984.
يعمل أستاذًا مشاركًا في جامعة واسيدا منذ عام 2002. ويقوم بتدريس ساكاي ماساتو.

## روابط خارجية
- كيسوكه أوكونو على موقع الاتحاد الدولي للسباحة (الإنجليزية)
- كيسوكه أوكونو على موقع أوليمبيديا (الإنجليزية)